# 登曼波
```
登曼波
（
英語：
；本名 楊登棋 Yang Teng-Chi 
1986年
—
），
台灣
當代
藝術家
。
```

本名楊登棋 Yang Teng-Chi，出生於臺中東勢大家庭。在封閉的小鎮中成長，因非常態家庭成長背 景，擁有了相對自由的環 境，隔代教養亦促使其自年少時便開始獨立自主、構建自我。如 此的成長背景，自然地成為他創作時聚焦 回盼的對象，並呼應當下外界的變化。慾望驅使 他創作，不斷地由內而外探索自己與所存在的環境，向當 代提出對話，找尋身體的自我認 同之餘，也希望靈魂與身體能更自在地並存。身份認同亦令其打破框架、 拭去二元，持續 以推進台灣之於亞洲之於國際得身份認同的反思。
2019 年以《父親的錄影帶》榮獲北美獎首獎，從 90 年代發現父親的自拍錄影帶而察覺 其性傾向，開啟對於「父親」身份定義 的重新理解，展覽透過攝影、錄影、物件與裝置， 試圖追溯、理解和重現與父親之間魔幻、 抽離卻寫實的關係，並記錄著與父子之間發酵過 後的私密交流。2021 至 2022 年陸續展出《碧兒不談》與《複寫:認同》從台北多元的酷兒 生活圈中建構自我認同，紀錄一群不被主流所見，甚至被迴避直視的群體。2022 年底台北 市立北美術館個展《居家娛樂》透過暗與亮的對比、私密與公眾的參照之間，敘述複合的自 我認同，在慾望 的拆解與重構中，接繫從個人與家族，並擴延至整個世代的當代酷兒群 像。2023 浪漫台三 線藝術季《塑膠禮儀 Ā bǐ bǎI》，回到家鄉台中東勢，以當地人跨世代 記憶中的客語詞彙 「阿比百」，深化作品與「家」的深度連動，也探討身份認同的多樣 性。以絢爛流動的影像 抵抗、詰問社會結構，「非常態」打破框架、更是藝術家藉由展覽 試圖激發出對性別議 題的不同討論。
台灣攝影師 電影短片 導演音樂錄影帶導演。

## 生平
《父親的錄影帶》是楊登棋(登曼波)進行超過10年的計畫，透過攝影、錄影、物件與裝置去試圖追溯、理解或重現他與父親之間魔幻、 抽離卻意外寫實的關係。時間回到90年代，因為發現父親的自拍錄影帶，無法避免地也發現了父親的性傾向，而隨之開啟的一連串對於 「父親」角色的重新理解──不管是作為個體的或是社會定義上的。 經過20年的解構與重塑，現為影像創作者的楊登棋以他的藝術創作與父親似乎達成了某一種「和解」。作者編排了歷年來跨越不同時空的材料，將象徵或隱喻重新組構或連結。這幅畫面始於父親的錄影帶，最後卻描寫成了世代之間的轉變、抗爭與繼承，記錄了對於自由的追尋、慾望的挖掘與創造的可貴。表面描繪父親，實為也是為自己畫像。這是一段紀錄父子之間發酵過後的私密交流。
Father’s Video Tapes by Teng-Chi Yang (Manbo Key) is a project that has been developed for more than a decade. The artist uses photography, video, object and installation to trace, understand or represent the magical, detached yet surprisingly realistic relationship between his father and himself. In the 90s, he discovered his father’s selfie video tapes and inevitably found out about his father’s sexual orientation, which led to his new understanding of the role of “father”—whether what it means to individuals or how it is defined by society.
After a twenty-year process of deconstruction and reconstruction, Yang uses his artistic creation to “reconcile” with his father. By arranging materials from different time periods, the artist re-combines or re-connects symbols or metaphors. This portrayal begins with his father’s videos and gradually evolves into a delineation of changes, resistance and legacy between generations, recording the pursuit of freedom, exploration of desire and value of creation. In appearance, the work seems to feature Yang’s father, but it is in fact a self-portrait the artist has created for himself. 
This is the documentation of a private dialogue between father and son that has undergone the transformation of time.

## 作品
- 2008 「第十屆台北電影節」「無憂 Marrow 」學生金獅特別獎, 台北,台灣
- 2009 電影《一頁台北》、《艋舺》 美術製作 , 金馬獎美術入圍
- 2017『菊地成孔の欧米休憩タイム』x Manbo Key 書封合作
- 2019《父親的錄影帶》：獲得 2019 年臺北美術獎首獎[1]
- 2021《父親的錄影帶__碧兒不談Avoid A Void》：政大藝文中心入選 台新藝術獎 [2]
- 2021《覆寫:認同__父親的錄影帶 Diversity Identities》：國立臺灣美術館
- 2021「台女Tai-Niu」最邊緣的台北女子圖鑑 金蝶獎
- 2022「居家娛樂HomөPleasure」個展 台北市立美術館
- 2022「父親的錄影帶 Father’s VideoTapes」攝影作品集 金蝶獎
- 2023 浪漫臺三線「塑膠禮儀 Ā bǐ bǎi」入選台新藝術獎
- 2023 造像計畫 I 朋丁 「體毛多到夠織成一條毯子 台北
- 2023 京都光明院台灣藝術祭 「塑膠禮儀 Ā bǐ bǎi」
- 2023 Father’s VideoTapes SPIELART Theater festival 慕尼黑
- 2024 造像計畫 II 梵藝術私人空間 「體毛多到夠織成一條毯子」台南
- 2024 Parcel 「父親的錄影帶 Father’s VideoTapes」個展 東京

## 獎項
2019《父親的錄影帶》：獲得 2019 年臺北美術獎首獎[1]
2021《父親的錄影帶__碧兒不談Avoid A Void》：政大藝文中心入選 台新藝術獎 [2]
2021「台女Tai-Niu」最邊緣的台北女子圖鑑 金蝶獎
2022「父親的錄影帶 Father’s VideoTapes」攝影作品集 金蝶獎
2023 浪漫臺三線「塑膠禮儀 Ā bǐ bǎi」入選台新藝術獎